# Margaret Chase Smith

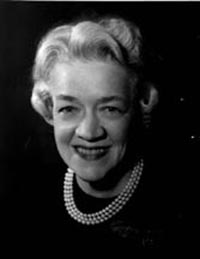
Margaret Chase Smith

Margaret Chase Smith (* 14. Dezember 1897 in Skowhegan, Maine; † 29. Mai 1995 ebenda) war eine US-amerikanische Politikerin, die den Bundesstaat Maine in beiden Kammern des Kongresses vertrat.

## Leben

### Kindheit und Jugend
Margaret Madeline Chase, wie ihr Geburtsname lautete, wurde als Tochter von George Emery Chase und dessen Ehefrau Carrie Murray geboren. Sie besuchte die Pflichtschulen in ihrer Heimatstadt Skowhegan und arbeitete zunächst von 1916 bis 1917 als Hilfslehrerin an einer so genannten Zwergschule. Später war sie in einer Telefonzentrale tätig, dann bei der Wochenzeitung Independent Reporter und zuletzt als Sekretärin in einer Textilfabrik. Erste öffentliche Auftritte folgten in den 1920er Jahren, als sie sich für die Gleichberechtigung der Frauen starkmachte.

### Politische Laufbahn
1930 heiratete sie den 21 Jahre älteren republikanischen Politiker Clyde Smith, der ab Januar 1937 als Abgeordneter von Maine im Repräsentantenhaus der Vereinigten Staaten saß. Margaret Chase Smith begann erste politische Erfahrungen als Beraterin und Assistentin ihres Mannes zu sammeln. Nach dem frühen Tod ihres Mannes im April 1940 zog Chase Smith im Juni 1940 als dessen Nachfolgerin in die Erste Kammer des US-Parlaments ein. Sie galt als emanzipierte Frau, die sich während des Zweiten Weltkriegs für Belange der US-Armee interessierte und selbst im Naval Affairs Committee saß.
Nach acht Jahren, die Chase Smith im Repräsentantenhaus gesessen hatte, kandidierte sie 1948 erfolgreich für einen Sitz im Senat der Vereinigten Staaten und schrieb Geschichte, als sie in den Vorwahlen Horace Hildreth, den amtierenden Gouverneur von Maine, und selbst Sumner Sewall, den ehemaligen Gouverneur Maines, aus dem Rennen warf. Als Chase Smith im Januar 1949 in den Senat einzog, war sie die erste Frau in der Geschichte des Kongresses, die in beide Kammern gewählt wurde. Für Aufsehen sorgte ihre Opposition zur Politik des Senators Joseph McCarthy (McCarthy-Ära). In ihrer Erklärung Declaration of Conscience, die sie im April 1950 abgab, trat sie für das Recht auf unabhängige Gedanken und das Recht auf Meinungsfreiheit ein. Der zentrale Satz ihrer Erklärung lautete "Die Nation ist dringend auf einen republikanischen Sieg in der kommenden Wahl angewiesen, aber ich möchte nicht das Schauspiel mit ansehen müssen, dass die Republikanische Partei mit Hilfe der vier apokalyptischen Reiter des Rufmordes – Furcht, Ignoranz, Bigotterie und Verleumdung – ans Ziel gelangt ("The nation sorely needs a Republican victory, but I don’t want to see the Republican Party ride to victory on the four horsemen of calumny – fear, ignorance, bigotry and smear"). 1952 wurde sie in die American Academy of Arts and Sciences gewählt. McCarthys Bemühungen, die Wiederwahl von Senatorin Chase Smith 1954 zu verhindern, wurde von den Wählern von Maine nicht begrüßt, so dass sie für eine zweite Amtszeit gewählt wurde.
Chase Smith besuchte während ihrer Amtszeit als Senatorin 23 Staaten der Erde und traf sich mit Staats- und Regierungschefs wie Winston Churchill, Konrad Adenauer, Wjatscheslaw Molotow und Charles de Gaulle. 1960 kandidierte sie mit Erfolg gegen die Demokratin Lucia Cormier, Abgeordnete im Repräsentantenhaus von Maine, für den Sitz im Senat. Es war die erste Wahlbegegnung zweier Frauen in der Geschichte des Senats. Sie galt als Gegnerin der Politik John F. Kennedys und hatte sogar vor, 1964 gegen ihn für das Amt des Präsidenten der Vereinigten Staaten zu kandidieren. Bei den Vorwahlen des Jahres 1964 kandidierte sie zwar, bekam jedoch auf der Republican National Convention in San Francisco nur den fünften und letzten Platz an Stimmen. Im eigentlichen Wahlkampf machte sie sich für ihren Parteikollegen Barry Goldwater stark. Sie galt zuletzt als Befürworterin des Vietnamkrieges und der Politik Richard Nixons, obwohl sie auch gegen dessen Kandidaten Clement Haynsworth und G. Harrold Carswell votierte, die Nixon als Richter an den Obersten Gerichtshof der Vereinigten Staaten berufen wollte. Margaret Chase Smith wurde dreimal wiedergewählt, saß 24 Jahre lang im Senat und amtierte bis zum 3. Januar 1973. Während ihrer Zeit im Senat hatte sie ihre Stimme zu 2941 Gesetzesvorlagen abgegeben.

### Späteres Leben
Nach ihrem Ausscheiden aus dem Senat und der Politik war sie drei Jahre lang Gastprofessorin an zahlreichen US-amerikanischen Universitäten. Nicht weniger als mit 95 Ehrentiteln wurde sie ausgezeichnet, darunter mit dem Doktor der Rechte an der Rutgers University. Im Juli 1989 überreichte ihr US-Präsident George Bush die Presidential Medal of Freedom.
Sie hatte keine Kinder. Obwohl sie nach dem Tod ihres Mannes nie mehr geheiratet hat, gibt es Vermutungen, wonach sie mit Generalmajor William C. Lewis, ihrem Stabschef im Senat, eine Lebensgemeinschaft hatte.
Sie starb nach kurzer Krankheit im Mai 1995, im Alter von 97 Jahren.